# Adrian Egger (Bildhauer)
Adrian Egger (* 4. August 1908 in Prägraten; † 4. August 1978 ebenda) war ein österreichischer Bildhauer.

## Leben
Adrian Egger wuchs auf dem Einschichthof Blusen in der Gemeinde Prägraten auf. Schon als Kind unternahm er erste Versuche mit Laubsäge- und Schnitzarbeiten. Sein Onkel Adrian Egger, Domprobst in Brixen, erkannte sein Talent und vermittelte ihn in eine Krippenschnitzschule in Brixen. Von 1925 bis 1928 besuchte er die Winterkurse an der von Bruno Costa geleiteten Landesschnitzschule in St. Jakob in Defereggen, anschließend war er als Krippen-, Kruzifix- und Heiligenfigurenschnitzer tätig. Ab 1933 studierte er an der Akademie der bildenden Künste Wien in der Bildhauerklasse von Anton Hanak, die nach dessen Tod 1934 von Albert Bechtold übernommen wurde. Im Dezember 1939 schloss er mit dem Diplom ab. Im Juni 1940 wurde er zur Wehrmacht eingezogen und in Frankreich und auf dem Balkan eingesetzt. Er geriet in jugoslawische Kriegsgefangenschaft, aus der er erst im Dezember 1949 entlassen wurde. Er kehrte in sein Heimatdorf Prägraten zurück und richtete in seinem Elternhaus ein Atelier ein, in dem er als freischaffender Künstler arbeitete.
1963 heiratete er Katarina Bartsch aus Weiden in der Oberpfalz, 1964 wurde die gemeinsame Tochter Angela geboren. Adrian Egger starb nach einer schweren Krankheit an seinem 70. Geburtstag.
Egger schuf einerseits Auftragsarbeiten wie Krippen, Kruzifixe und andere sakrale Werke, andererseits Skulpturen in stark vereinfachten bis abstrakten Formen, beeinflusst von seinen Lehrern Hanak und Bechtold und beeindruckt von den romanischen Skulpturen von Chartres und Moissac. Er hatte Ausstellungen in Lienz, Innsbruck und Wien.

## Werke

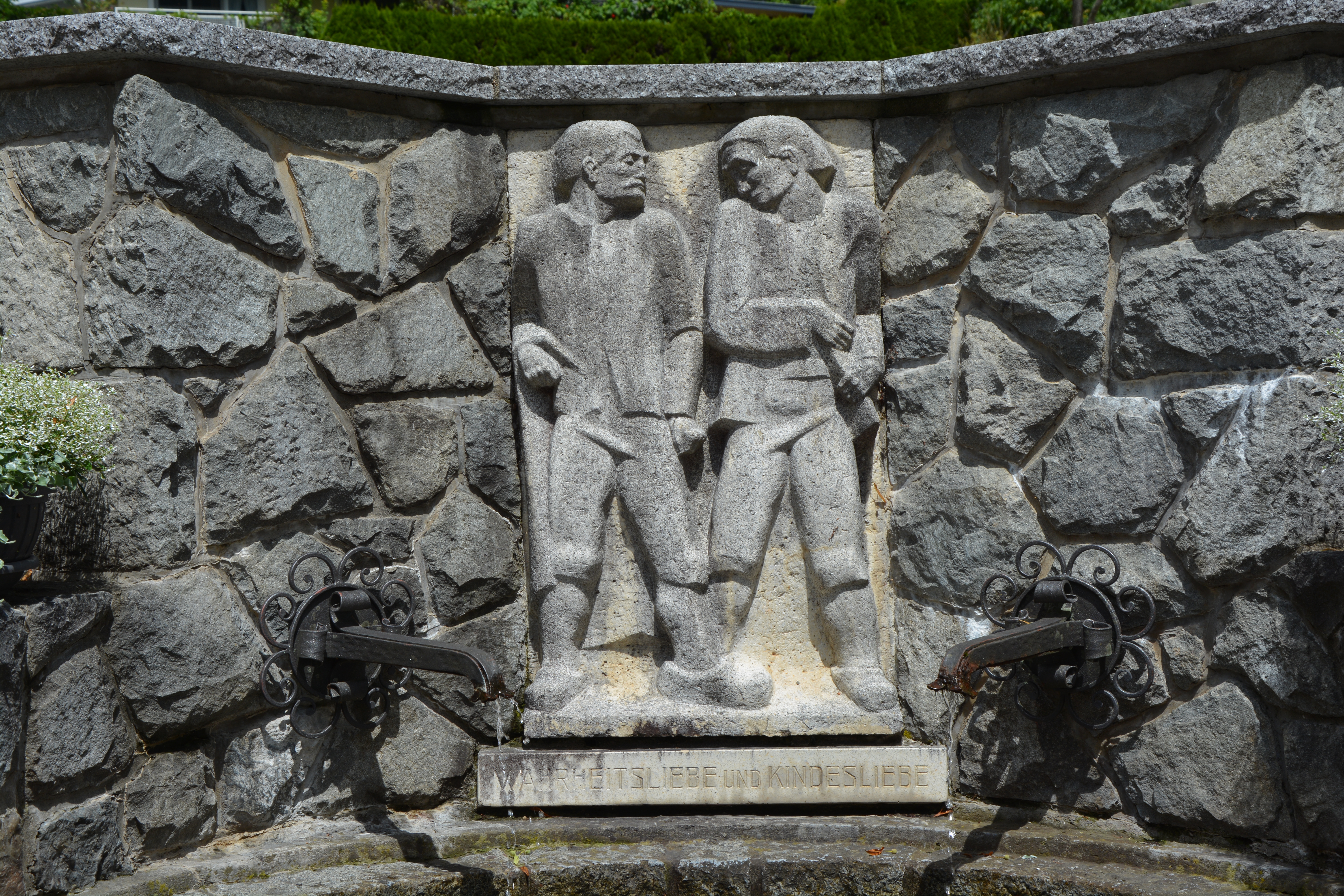
Kunststeinrelief Wahrheitsliebe und Kindesliebe, Brunnen in Nikolsdorf

- kniende Pietà, Unterrichtsministerium, Wien, um 1950
- Triptychon für Dr med. Zeidler, Wien, um 1950
- Dämonischer Tanz, 1951, Museum Schloss Bruck
- Totentanz, 1953
- Zwei Menschen, 1954
- Kirchenkrippe, Prägraten, 1954
- Kriegerdenkmal, St. Johann im Walde
- Brunnen mit Kunststeinrelief Wahrheitsliebe und Kindesliebe, Nikolsdorf, um 1960[1]
- Ehrenmal des Eduard-Spranger-Gymnasiums in Landau in der Pfalz
- Krippe, Leopoldskirche, Wien[2]